# Tsuyoshi Kaneko
Tsuyoshi Kaneko (金子 剛 Kaneko Tsuyoshi?, nacido el 8 de abril de 1983 en Tochigi) es un futbolista japonés que se desempeñaba como delantero.

## Trayectoria

### Clubes
| Club                    | País  | Año         |
| ----------------------- | ----- | ----------- |
| Mito HollyHock          | Japón | 2002 - 2005 |
| Grulla Morioka          | Japón | 2004        |
| Tochigi SC              | Japón | 2006 - 2007 |
| Yokogawa Musashino      | Japón | 2008 - 2009 |
| Tokyo Musashino City FC | Japón | 2014 -      |